# تترابومو اتیلن
تترابومو اتیلن (به انگلیسی: Tetrabromoethylene) یک ترکیب شیمیایی است. شکل ظاهری این ترکیب، بلور بی‌رنگ است.